# Campionato Matogrossense 2023
Il Campionato Matogrossense 2023 è stata l'81ª edizione della massima serie del campionato cearense. La stagione è iniziata il 21 gennaio 2023 e si è conclusa l'8 aprile successivo.

## Stagione

### Novità
Al termine della stagione 2022, sono retrocesse in Segunda Divisão Sorriso e Ação. Dalla seconda divisione, invece, sono state promosse Mixto e Cacerense.

### Formato
Alla prima fase del torneo, consistente in una fase a gironi, prendono parte dieci squadre. Le prime due classificate di tale girone, accedono alla semifinale, mentre dalla terza alla sesta classificata partono dai quarti di finale.
La formazione vincitrice, potrà partecipare alla Coppa del Brasile 2024 e alla Copa Verde 2024; la formazione vice-campione solo alla Coppa del Brasile. Esclusi i club che sono già qualificati alle prime tre serie del campionato nazionale, la formazione meglio piazzata potrà partecipare alla Série D 2024.

## Risultati

### Prima fase
|  | Pos. | Squadra            | Pt | G | V | N | P | GF | GS | DR  |
|  | ---- | ------------------ | -- | - | - | - | - | -- | -- | --- |
|  | 1.   | Cuiabá             | 27 | 9 | 9 | 0 | 0 | 26 | 4  | +22 |
|  | 2.   | União Rondonópolis | 18 | 9 | 5 | 3 | 1 | 12 | 8  | +4  |
|  | 3.   | CEOV               | 16 | 9 | 4 | 4 | 1 | 18 | 11 | +7  |
|  | 4.   | Dom Bosco          | 14 | 9 | 4 | 2 | 3 | 9  | 10 | -1  |
|  | 5.   | Luverdense         | 10 | 9 | 3 | 1 | 5 | 8  | 15 | -7  |
|  | 6.   | Academia           | 10 | 9 | 2 | 4 | 3 | 11 | 12 | -1  |
|  | 7.   | Nova Mutum         | 9  | 9 | 2 | 3 | 4 | 8  | 9  | -1  |
|  | 8.   | Mixto              | 9  | 9 | 2 | 3 | 4 | 9  | 13 | -4  |
|  | 9.   | Cacerense          | 8  | 9 | 2 | 2 | 5 | 7  | 12 | -5  |
|  | 10.  | Sport Sinop        | 2  | 9 | 0 | 2 | 7 | 7  | 21 | -14 |

Legenda:
      Ammessa alle semifinali della seconda fase.
      Ammessa ai quarti di finale della seconda fase.
      Retrocesse in Segunda Divisão 2024
Note:
Tre punti a vittoria, uno a pareggio, zero a sconfitta.

### Seconda fase

#### Quarti di fase
| Squadra 1  | Totale | Squadra 2 | Andata | Ritorno         |
| ---------- | ------ | --------- | ------ | --------------- |
| Luverdense | 4 – 1  | Dom Bosco | 3 – 1  | 1 – 0           |
| Academia   | 1 – 1  | CEOV      | 1 – 0  | 0 – 1 (3-4 dtr) |

#### Semifinali
| Squadra 1  | Totale | Squadra 2          | Andata | Ritorno |
| ---------- | ------ | ------------------ | ------ | ------- |
| Luverdense | 0 – 5  | Cuiabá             | 0 – 0  | 0 – 5   |
| CEOV       | 1 – 2  | União Rondonópolis | 1 – 1  | 0 – 1   |

#### Finale
| Squadra 1          | Totale | Squadra 2 | Andata | Ritorno |
| ------------------ | ------ | --------- | ------ | ------- |
| União Rondonópolis | 0 – 3  | Cuiabá    | 0 – 2  | 0 – 1   |